# Erwitte
Erwitte (Erwitteⓘ) là một thị trấn ở Soest, North Rhine-Westphalia, Đức.

## Địa lý
Erwitte nằm khoảng. 8 km về phía nam Lippstadt Lippstadt và 15 km về phía đông của Soest.

### Thành phố láng giềng
- Lippstadt
- Geseke
- Rüthen
- Anröchte
- Bad Sassendorf

## Liến kết ngoài
- Official site (tiếng Đức)